# سیارک ۱۲۳۱
سیارک ۱۲۳۱ (به انگلیسی: 1231 Auricula، نامگذاری:1931TE2) هزار و دویست و سی و یکمین سیارک کشف شده‌است که در ۱۰ اکتبر ۱۹۳۱ و در هایدلبرگ کشف شد.
قدر مطلق سیارک برابر ۱۱٫۶۰ است.